# Лірі (Техас)
Лірі (англ. Leary) — місто (англ. city) в США, в окрузі Бові штату Техас. Населення — 433 особи (2020).

## Географія
Лірі розташоване за координатами 33°28′1″ пн. ш. 94°12′43″ зх. д. / 33.46694° пн. ш. 94.21194° зх. д. (33.467008, -94.211966).  За даними Бюро перепису населення США в 2010 році місто мало площу 3,39 км², з яких 3,37 км² — суходіл та 0,02 км² — водойми.

## Демографія
Згідно з переписом 2010 року, у місті мешкало 495 осіб у 198 домогосподарствах у складі 149 родин. Густота населення становила 146 осіб/км².  Було 221 помешкання (65/км²).
Расовий склад населення:
| - 88,3 % — білих - 7,1 % — чорних або афроамериканців - 1,8 % — корінних американців |

До двох чи більше рас належало 2,4 %. Частка іспаномовних становила 1,2 % від усіх жителів.
За віковим діапазоном населення розподілялося таким чином: 21,4 % — особи молодші 18 років, 61,8 % — особи у віці 18—64 років, 16,8 % — особи у віці 65 років та старші. Медіана віку мешканця становила 45,9 року. На 100 осіб жіночої статі у місті припадало 100,4 чоловіків;  на 100 жінок у віці від 18 років та старших — 95,5 чоловіків також старших 18 років.
Середній дохід на одне домашнє господарство  становив 61 554 долари США (медіана — 52 917), а середній дохід на одну сім'ю — 71 229 доларів (медіана — 60 000). За межею бідності перебувало 13,9 % осіб, у тому числі 21,7 % дітей у віці до 18 років та 0,0 % осіб у віці 65 років та старших.
Цивільне працевлаштоване населення становило 356 осіб. Основні галузі зайнятості: освіта, охорона здоров'я та соціальна допомога — 22,2 %, публічна адміністрація — 18,0 %, науковці, спеціалісти, менеджери — 14,3 %, роздрібна торгівля — 13,5 %.